# Podwójne życie Weroniki
Podwójne życie Weroniki (fr. La double vie de Véronique) – film psychologiczny z 1991 w reżyserii Krzysztofa Kieślowskiego, zrealizowany we francusko-polsko-norweskiej koprodukcji na podstawie scenariusza napisanego przez reżysera wraz z Krzysztofem Piesiewiczem. Pierwszy film Kieślowskiego nakręcony w koprodukcji przedstawia losy dwóch identycznych dziewczyn: Francuzki Véronique i Polki Weroniki (Irène Jacob w podwójnej roli). Reprezentują one odmienny stosunek do kariery muzycznej, co pociąga za sobą różne konsekwencje ich wyborów.
Produkcja Podwójnego życia Weroniki rozpoczęła się od współpracy z włoskim producentem Leonardo de la Fuente. Operator Sławomir Idziak użył charakterystycznych złocisto-żółtych filtrów nadających filmowi szczególny klimat. Montażem filmu zajął się Jacques Witta, a film był wyświetlany w dwóch różnych wersjach z odmiennymi zakończeniami – europejskiej i amerykańskiej. Postromantyczną muzykę do Podwójnego życia Weroniki skomponował Zbigniew Preisner.
W 1991 roku na Festiwalu Filmowym w Cannes film Podwójne życie Weroniki został uhonorowany nagrodą FIPRESCI, nagrodą dla najlepszej aktorki oraz Nagrodą Jury Ekumenicznego, jednak wywołał mieszane reakcje krytyków. Choć zdjęcia Idziaka oraz muzyka Preisnera budziły powszechny zachwyt, ogólnie krytykowano banalną treść skrywającą się za enigmatyczną narracją.

## Fabuła
Film rozpoczyna się dwoma ujęciami. Pierwsze z nich ukazuje polską dziewczynkę wpatrującą się w gwiazdy, drugie zaś – jej francuską rówieśniczkę badającą liść. Obie dziewczynki, urodzone w 1967 roku, noszą podobne imiona: Weronika i Véronique.
Akcja filmu przenosi się do Polski przełomu lat 80. i 90. Weronika jest chórzystką i absolwentką szkoły muzycznej. Podczas rzęsistego deszczu ucieka ulicami prowincjonalnego miasteczka, gdzie napotyka swojego chłopaka Antka. Oboje spędzają razem noc, a podczas seksu Weronika spostrzega swój portret na ścianie. Weronika budzi się innej nocy z przerażeniem. Rozmawia ze swoim ojcem – architektem, dzieląc się przeczuciem, że nie jest na tym świecie sama. Weronika decyduje się wyjechać do ciotki mieszkającej w Krakowie, aby rozwijać swoją karierę muzyczną. Spotyka się z prowadzącą tamtejszy chór, która docenia jej talent muzyczny, mimo „dziwnego głosu” Weroniki. Pewnego razu dziewczyna idzie przez krakowski Rynek Główny na przesłuchanie. Jednak trwają protesty przeciwko ówczesnej władzy komunistycznej, a jeden z przechodniów podczas ucieczki przed milicją zderza się z Weroniką i rozrzuca kartki z jej portfolio. Zebrawszy z powrotem kartki, Weronika dostrzega nagle identycznie wyglądającą dziewczynę, Véronique, która wchodzi do autobusu turystycznego. Na przesłuchaniu Weronika podczas śpiewu rozrywa sznurek ze swojego portfolio. Jej śpiew wzbudza ciekawość dyrygenta. W drodze powrotnej do ciotki Weronika odczuwa ból w sercu.
Pomimo wątpliwości ze strony komisji Weronika wygrywa konkurs, co sprawia, że dziewczyna poświęca się karierze muzycznej. Jadąc tramwajem, Weronika dostrzega rozgoryczonego Antka jadącego motocyklem. Ten zarzuca jej, że nie utrzymywała z nim kontaktu, po czym wyznaje jej miłość. Weronika, dręczona wyrzutami sumienia, podbiega do niego i prosi, żeby ją podwiózł do ciotki. Następnie przygotowuje się do występu na uroczystym koncercie. Jednak w trakcie występu, kiedy wykonuje swoją partię, umiera na zawał serca.
Kiedy Weronika zostaje pochowana, akcja filmu przenosi się do Francji. Podczas zbliżenia miłosnego ze swoim chłopakiem Véronique odczuwa zmartwienie, że straciła kogoś bliskiego. Chłopak ubiera się i wychodzi. Dziewczyna jest pogrążona w myślach. Następnie udaje się do swojego dyrygenta i oznajmia mu, że musi przerwać karierę muzyczną. Decyduje się uczyć dzieci w szkole. Dowiaduje się, że zajęcia kończą się wcześniej, ponieważ dzieci uczestniczą w przedstawieniu teatru lalek. Weronika zasiada wśród publiczności, a w trakcie przedstawienia dostrzega przez wziernik lalkarza. Odczuwając szmery w sercu, Véronique udaje się do kardiologa. Kiedy wraca samochodem i podczas postoju próbuje zapalić papierosa, znów dostrzega lalkarza, który kieruje ciężarówką z wizerunkiem anioła z boku pojazdu.
Nocą sen Véronique przerywa odgłos telefonu. Dzwoniący się nie ujawnia, lecz puszcza jej fragment występu Weroniki. Nazajutrz Véronique oznajmia ojcu swoje niedawne odczucie straty, przypominając sobie również o śmierci matki. Pewnego razu Véronique otrzymuje kopertę ze sznurkiem, który niegdyś oderwała Weronika. Francuzka wyrzuca ten sznurek, ale po namyśle decyduje się go wyciągnąć ze śmietnika i wysuszyć. Podczas rozmowy z przyjaciółką dowiaduje się, że lalkarz nazywa się Alexandre Fabbri. Wkrótce potem otrzymuje kolejne przesyłki: pudełko cygar, a następnie kasetę audio z tajemniczym nagraniem. Dziewczyna uważnie studiuje nagranie, starając się dociec, skąd pochodzą zawarte w nim dźwięki. Trop prowadzi do paryskiego dworca Saint-Lazare. Véronique, udawszy się do pobliskiej kawiarni, słyszy takie same odgłosy jak na nagraniu. Potem przysiada się do niej Alexandre, który oznajmia, że czekał na jej przybycie. Lalkarz tłumaczy Véronique, że zamierza napisać książkę o kobiecie pragnącej spotkać się z nieznajomym i chciał sprawdzić, czy to psychologicznie możliwe. Véronique czuje się zakłopotana, zrywa się z kawiarnianego stolika i w szaleńczym tempie biegnie przed siebie. Ukrywszy się w kamienicy, obserwuje próbującego ją znaleźć Alexandre’a, po czym wsiada do taksówki i jedzie do hotelu. Na miejscu znów spotyka lalkarza, który przeprasza ją za to, że ją śledził. Oboje zasypiają ubrani w pokoju hotelowym. Po pewnym czasie budzą się i dochodzi między nimi do zbliżenia miłosnego. Następnie Véronique wstaje, zrzuca na łóżko wszystkie przedmioty ze swojej torebki, po czym zwierza się Alexandrowi ze swojej podróży do Krakowa. Ten zauważa na zdjęciu Weronikę, a Véronique, zrozumiawszy, że straciła bliską jej osobę, płacze, po czym oddaje się Alexandrowi.
Obudziwszy się ze snu, Véronique dociera do pracowni Alexandre’a. Na stole dostrzega dwie lalki przypominające ją samą. Na pytanie: „Dlaczego dwie?”, otrzymuje odpowiedź: „Przy częstym graniu szybko się zużywają”. Véronique bierze jedną z lalek do ręki i manipuluje nią, podczas gdy druga lalka leży na stole niczym martwa. Przyjechawszy do ojca samochodem, dziewczyna widzi przez okno, jak ten pracuje. Dotyka kory drzewa, zastanawiając się, co powiedzieć ojcu.

## Obsada

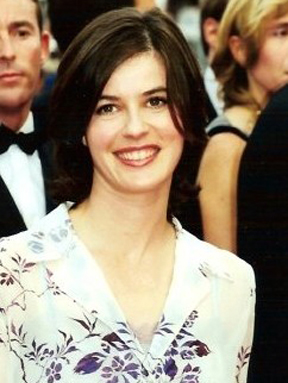
Irène Jacob (Cannes, 1991)

- Irène Jacob – w podwójnej roli: Weronika i Veronique
- Philippe Volter – Alexandre Fabbri
- Halina Gryglaszewska – ciotka Weroniki
- Sandrine Dumas – Catherine
- Jerzy Gudejko – Antek, chłopak Weroniki
- Kalina Jędrusik – „Pstrokata”, prowadząca chór w Krakowie
- Aleksander Bardini – dyrygent
- Władysław Kowalski – ojciec Weroniki, Janusz Sterniński (adwokat)
- Anna Gornostaj – polski dubbing dialogów Weroniki
- Elżbieta Towarnicka – wokaliza Weroniki

## Produkcja

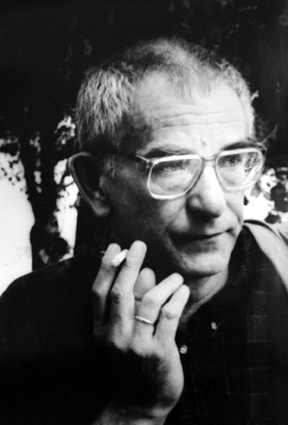
Krzysztof Kieślowski, reżyser filmu

Podwójne życie Weroniki zostało wyreżyserowane przez Krzysztofa Kieślowskiego na podstawie scenariusza napisanego przezeń wraz z Krzysztofem Piesiewiczem. Producentem filmu był włoski filmowiec Leonardo de la Fuente, który wcześniej dystrybuował w Europie Zachodniej takie filmy Kieślowskiego, jak Amator (1979), Przypadek (1981), Bez końca (1984) oraz Krótki film o zabijaniu (1987). De la Fuente zaoferował Kieślowskiemu swoje usługi, gdy spotkał go na Festiwalu Filmowym w Cannes. Reżyser Amatora nie miał jednak wówczas pomysłu na scenariusz, jedynie wstępny zarys projektu, a przygotowania do realizacji pierwszego filmu poza granicami Polski stanowiły dla niego spore wyzwanie. Włoski producent koordynował współpracę własnego studia Sidéral Films ze Studiem Filmowym „Tor” oraz spółką Canal+. Początkowo scenariusz nosił tytuł Chórzystka, jednakże we Francji ta nazwa rodziła złe skojarzenia przywołujące na myśl kolejny film katolicki z Polski, co mogło zniechęcić widownię francuską. Po wielu debatach nad tytułem wymyślono ostatecznie tytuł Podwójne życie Weroniki, brzmiący wystarczająco dobrze po polsku, francusku i angielsku, lecz jak zastrzegał Kieślowski: „ani ja, ani producent nie jesteśmy do niego naprawdę przekonani”.

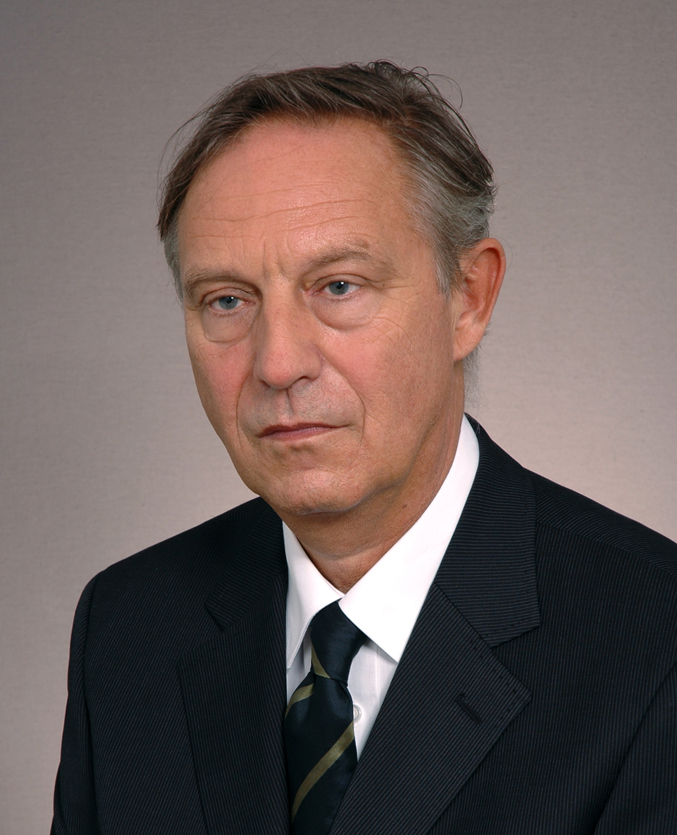
Krzysztof Piesiewicz, scenarzysta filmu

Początkowo Kieślowski miał problemy z dobraniem aktorki do roli głównej bohaterki. Najpierw planował wybór Andie MacDowell, spodobał mu się bowiem jej występ w filmie Seks, kłamstwa i kasety wideo (1989) Stevena Soderbergha. MacDowell zrazu zgodziła się wziąć udział w przedsięwzięciu. Producent filmu jednak nie dopilnował podpisania stosownej umowy z amerykańską aktorką, której w międzyczasie zaproponowano inny projekt. Toteż Kieślowski zdecydował się na urodzoną w Szwajcarii Irène Jacob, która miała doświadczenie aktorskie m.in. z filmu Do zobaczenia, chłopcy (1987) Louisa Malle’a. Główną rolę męską Alexandre’a miał zagrać włoski reżyser Nanni Moretti, jednak z powodu choroby nie wziął udziału w zdjęciach, w związku z czym zastąpił go Philippe Volter. Na potrzeby scen z lalkami Kieślowski wynajął emerytowanego lalkarza Bruce’a Schwartza, którego podpatrzył wśród dawnych współpracowników Jima Hensona. Jak relacjonował reżyser, Schwartz „po wielu latach wrócił do zawodu z ogromną tremą i strachem”, lecz po udanej realizacji przedstawienia będącego częścią filmu Kieślowski „zobaczył prawdziwie szczęśliwego człowieka”.
Zdjęcia do Podwójnego życia Weroniki rozpoczęły się jesienią 1990 roku. Za stronę techniczną filmu odpowiadał operator Sławomir Idziak. Podstawowym filtrem użytym przez operatora był złocisto-żółty, co sprawiło, że świat filmu „jest dużo piękniejszy niż naprawdę”. Polską część Weroniki kręcono w Krakowie, Starym Sączu, Nowym Sączu i Grybowie. Zdjęcia do francuskiej partii odbyły się przede wszystkim w Clermont-Ferrand, które zdaniem Idziaka najbardziej przypominało Kraków z polskiej części filmu. Montaż filmu miał miejsce w wytwórni w Clermont-Ferrand z udziałem montażysty Jacques’a Witty, z którym komunikacja odbywała się przy pomocy tłumacza Marcina Latałły. Kieślowski kazał zmontować prawie dwadzieścia wersji filmu, z których nie był zadowolony, gdyż niepokoił się o potencjalny odbiór swego pierwszego zagranicznego dzieła. Dla potrzeb dystrybucji wybrano dwie wersje filmu o różnych zakończeniach. W europejskiej wersji Weroniki Francuzka nie wychodzi ze swojego samochodu, podpatrując ojca zajętego pracą; w amerykańskiej natomiast ojciec wychodzi naprzeciw Véronique, a ona przytula się do niego.

### Ścieżka dźwiękowa
Muzykę do Podwójnego życia Weroniki skomponował ceniony przez Kieślowskiego Zbigniew Preisner. Anna Al-Araj klasyfikuje ścieżkę dźwiękową skomponowaną przez Preisnera jako muzykę postromantyczną. Muzyka Preisnera wykorzystuje dwa lejtmotywy przewijające się przez całość filmu. Pierwszy z nich, „deszczowy”, jest prostą pieśnią chóralną „utrzymaną w trójdzielnym metrum”, wykorzystującą wysoki rejestr głosów kobiecych oraz „rytmiczne ostinato w partii chóru”. Z tego chóru stopniowo wyłania się śpiew Weroniki, dominujący pod koniec wykonywania muzyki. Natomiast motyw „łabędziego śpiewu” wprowadzony jest przez obój, z którym wchodzi w interakcję partia wykonywana przez Weronikę, a pod koniec tego motywu obu dźwiękom towarzyszy monumentalna orkiestra symfoniczna. Jako słów do pieśni Preisner użył fragmentów Piekła Dantego Alighieri. W scenie ukazującej teatr lalek wykonywany jest natomiast prosty utwór fortepianowy „Les marionnettes”, który według Al-Araj wytwarza „znamienną dla tej sceny subtelną i tajemniczą aurę”, a co najważniejsze – przerywany jest w momencie, gdy spotykają się ze sobą spojrzenia Véronique i Alexandre’a.
Swoją współpracę z Kieślowskim Preisner określał następująco:

Uważam, że rozgłos mojej twórczości zapewniła muzyka do filmów Kieślowskiego. Sytuuje się ona „na granicy”. Nie jest to muzyka klasyczna, ale jednocześnie trudno ją nazwać muzyką filmową w dosłownym znaczeniu tego słowa. Tworzę własne kompozycje, robię twórczą muzykę. Właśnie dlatego przyjąłem, że chciałbym tworzyć muzykę będącą „pomiędzy”.

Nagrania do ścieżki dźwiękowej filmu ukazały się w 1991 roku nakładem wytwórni muzycznej Virgin. Według szacunków Stanisława Zawiślińskiego w momencie wydania nagrań sprzedano około miliona kaset magnetofonowych z muzyką Preisnera.
Lista utworów
1. „Weronika” – 0:38
2. „Véronique” – 0:24
3. „Tu viendras” – 2:37
4. „L’enfance” – 3:10
5. „Van Den Budenmayer” – 4:28
6. „Véronique” – 0:35
7. „Solitude” – 0:56
8. „Les marionnettes” – 2:28
9. „Thème: 1re transcription” – 0:54
10. „L’enfance II” – 0:58
11. „Alexandre” – 1:14
12. „Alexandre II” – 1:12
13. „Thème: 2e transcription” – 0:54
14. „Concerto en mi (instrumentation contemporaine n° 1)” – 0:38
15. „Concerto en mi (instrumentation contemporaine n° 2)” – 1:13
16. „Concerto en mi (instrumentation contemporaine n° 3)” – 1:25
17. „Van Den Budenmayer” – 5:19
18. „Générique de fin” – 1:26

## Odbiór

### Frekwencja kinowa
Podwójne życie Weroniki miało premierę 10 czerwca 1991 roku. W Polsce frekwencja filmu wyniosła około 200 tysięcy widzów, co zdaniem Stanisława Zawiślińskiego w dobie kryzysu polskiej kinematografii można było uznać za sukces komercyjny. We Francji sprzedano łącznie 592 241 biletów, a w Stanach Zjednoczonych przychody z filmu osiągnęły kwotę 2 milionów dolarów amerykańskich. Jak jednak deklarował Kieślowski, frekwencja „ważna jest dla producenta”, a największe wrażenie wywarła na nim dziewczynka, „która podeszła do mnie po jakimś spotkaniu autorskim i powiedziała: «Obejrzałam pana film kilka razy. Wie pan dlaczego? Bo po raz pierwszy w życiu uświadomiłam sobie, że istnieje coś takiego jak dusza»”.

### Odbiór filmu w Polsce
Podwójne życie Weroniki ogólnie zostało przyjęte przez krytyków polskich pozytywnie, jednak zarazem wprawiło ich w zakłopotanie dotyczące tego, o czym ten film ma traktować. Przykładowo, Grzegorz Zięba traktował film Kieślowskiego i Piesiewicza jako „poemat o ludzkim losie, przeznaczeniu i przypadku”, a Maciej Pawlicki – jako dzieło o „niemal intuicyjnie odbieranej potrzebie człowieczej dwoistości, podwójności, potrzeby oparcia w drugim człowieku, potrzeby więzi z nim, choćby nawet nie w pełni uświadomionej”. Na ogół pisano o Podwójnym życiu Weroniki przede wszystkim jako o dziele nieuchwytnym pod względem traktowanej tematyki, poruszającym wiele problemów naraz. Niektórzy, jak Stanisław Wyszomirski, traktowali to jako zaletę i polecali film każdemu, kto „nienawidzi chamstwa, wulgarności, lecz szuka niezwykłości i tajemnicy, której nie trzeba interpretować”. Jednakże części krytyków wieloznaczność filmu jawiła się jako wada. Anonimowa recenzentka „Przekroju” pisała, że „Kieślowski z Piesiewiczem opowiedzieli historię banalną, ale upozowaną na głębokie treści i skomplikowane podteksty”. Robert Bugajczyk zarzucił twórcom „brak porządnego scenariusza”, a nawet przychylny twórczości Kieślowskiego Tadeusz Sobolewski pisał: „Przeszkadza mi brak pewności, o czym jest ten film”. Zdaniem Anny Tatarkiewicz, Kieślowski „nie powinien sam pisać scenariuszy, bo jest utalentowanym reżyserem, ale marnym pisarzem”. Tadeusz Lubelski konstatował ponadto, iż Podwójne życie Weroniki jest filmem przesłodzonym, na podobieństwo baśni.
Ze względu na fakt nakręcenia Podwójnego życia Weroniki w koprodukcji krytycy odczuwali pokusę porównania ze sobą części „polskiej” i „francuskiej” filmu. Zdaniem Krzysztofa Sielickiego film opowiada jako całość o zjednoczeniu Europy, a Zięba opisywał go w kategoriach wspólnego europejskiego dziedzictwa kulturowego. Wedle relacji Bożeny Janickiej większość widzów okazywała większe poruszenie polską, bardziej tragiczną częścią filmu, a Andrzej Wielowiejski opisywał obie części (polską – realistyczną, francuską – pełną niedopowiedzeń) jako przeciwstawne. Jak przekonywał Pawlicki, Kieślowski tym filmem symbolicznie żegnał się z okresem PRL-u, po którym „Polska wzięła to swoje ostatnie, najpiękniejsze górne C i padła z rumorem do grobu”.
Pomimo polaryzacji ocen Podwójnego życia Weroniki polscy krytycy nie mogli wiele zarzucić stronie estetycznej filmu. Z powszechnymi pochwałami spotkały się sceny erotyczne, znacznie bardziej wysublimowane i mniej wulgarne niż w poprzednich filmach reżysera. Recenzenci dostrzegali wirtuozerię w operowaniu światłocieniem i kolorem (z przewagą brązu i ciemnej czerwieni); szczególnie Ryszard Beryt nazwał dzieło Kieślowskiego i Piesiewicza „piękną, romantyczną historią miłosną o niezwykłej urodzie wizualnej”, zawdzięczanej zdjęciom Sławomira Idziaka, a Tatarkiewicz porównała warstwę plastyczną filmu z malarstwem Vermeera. Entuzjastycznie przyjęto również muzykę Zbigniewa Preisnera, którą Pawlicki określił mianem „porażającej”, a Władysław Cybulski porównał z muzyką osiemnastowieczną. Mimo to film w ogólnym rozrachunku rozczarowywał część krytyków; Janicka sarkastycznie pisała: „Jeżeli po projekcji dobrze zrobionego filmu z doskonałą muzyką, pięknymi zdjęciami i uroczą dziewczyną nie możemy ukryć rozczarowania, że to tylko tyle – a słyszałam takie głosy po warszawskiej premierze – to coś musi być z nami nie w porządku”. Agnieszka Morstin-Popławska po latach uznała Podwójne życie Weroniki za idealny przykład filmowego kiczu, stwierdzając przy tym, że „przesłanie filmu Kieślowskiego – «jesteśmy tacy sami» – mogło być w tamtym czasie wiarygodne tylko dla nastolatek”.

### Odbiór filmu poza granicami Polski
Za granicą Podwójne życie Weroniki zostało lepiej przyjęte niż w Polsce. Roger Ebert z pisma „Chicago Sun-Times” porównywał film Kieślowskiego i Piesiewicza do gry: „Czasami gram w swoim życiu w grę, która polega na powrocie do dokładnego miejsca i czasu oraz odtworzeniu dokładnej akcji. […] Zawsze mogę powtórzyć swoje działanie w przyszłym roku, ale nigdy w zeszłym roku. Nie mogę umówić się na spotkanie w przeszłości. Coś w rodzaju tej gry jest tym, o co chodzi w Podwójnym życiu Weroniki”. Desson Thomson dla „Washington Post” pisał, iż film „funkcjonuje wyłącznie w oparciu o wizualne kontrasty, emocje i obecność głównej aktorki Ireny Jacob. W swojej kategorii jest subtelnie szlachetny”. Matthew Leyland pisał dla BBC, że „nawet jeśli Podwójne życie jest zapewne tylko w połowie tak satysfakcjonujące, jak niektóre inne filmy Kieślowskiego, to niewątpliwie pozostawi niezatarty ślad w jego wybitnej karierze”. Jak pisał Nigel Andrews w „Financial Times”: „Wierzę, że jesteśmy zahipnotyzowani przez Podwójne życie Weroniki... Jak inaczej wytłumaczyć zdolność francusko-polskiego filmu o absurdalnym założeniu fabularnym [...] do oczarowania nas w sposób niespotykany w żadnym filmie europejskim w najnowszej historii?”. Jonathan Romney komentował wypowiedź Andrewsa następująco: „Film Kieślowskiego ma potencjał hipnotyzujący. Zaprasza do analizy, ale też zachęca nas, by w jego mglistym, zdrętwiałym świecie ominąć krytyczne dociekania i odnaleźć pierwiastek zmysłowy, emocjonalny, a nawet – jeśli jesteśmy do tego skłonni – duchowy”. Zdaniem Petera Bradshawa z „The Guardiana” film jest „równie piękny i tajemniczy jak wiersz, a jego formalna elegancja i moc oddziaływania – bezdyskusyjne”.

### Analizy i interpretacje
Marek Haltof zauważał, że Podwójne życie Weroniki porusza motyw występujący w wielu poprzednich filmach Kieślowskiego, mianowicie motyw ludzkiego przeznaczenia. Haltof odnalazł w filmie inspirację Kieślowskiego dziewiętnastowiecznymi utworami niemieckiego romantyzmu (przede wszystkim twórczością E.T.A. Hoffmanna), w których pojawiały się elementy telepatycznych więzi, metempsychozy oraz postaci sobowtórów. Polski historyk filmu stwierdzał, że Kieślowski ze swoimi skłonnościami formalistycznymi, reprezentowanymi przez Podwójne życie Weroniki, dokonał dla filmu artystycznego lat 90. XX wieku tego samego, co Sergio Leone dla westernu lat 60.
Zdaniem Józefa Tischnera Kieślowski, podejmując temat reinkarnacji, „snuje swą opowieść konsekwentnie. Nie kończy jej i nie zaczyna”, co według polskiego filozofa ma w świecie filmu odpowiednie uzasadnienie: „Gdzie nie ma podmiotu – nie ma Ja – nie ma też początku i nie ma końca. Jest tylko «dzianie się dziania» [...], kogitacje kogitacji”. Biografka twórczości Kieślowskiego, Annette Insdorf, zwróciła uwagę przede wszystkim na dwójkową strukturę utworu oraz postać Alexandre’a, „wszechwiedzącego manipulatora”, który w Weronice odgrywa rolę podobną do „anioła” z Dekalogu.
Slavoj Žižek podkreślał, że wbrew powszechnej interpretacji filmu jako losów dwóch osób w istocie „mamy do czynienia z podwójnym życiem (jednej) Weroniki”, a tytułowa postać może ocalić siebie, powtarzając swój wybór. Dlatego też Žižek odrzucał interpretacje wskazujące na „mistykę duchowego związku z inną osobą”, a sam film odczytywał jako ponurą przypowieść o „końcu świata”: „Jeśli [...] dwie Weroniki rzeczywiście się spotkają i rozpoznają się nawzajem – rzeczywistość ulegnie rozpadowi, ponieważ takie spotkanie [...] jest wykluczone przez fundamentalną strukturę wszechświata”. Tragizm losów Weroniki/Véronique słoweński psychoanalityk podkreślał następującymi słowami: „Véronique nie tylko korzysta na świadomości samobójczego charakteru wyboru Weroniki, lecz także dokonuje aktu etycznej zdrady”, gdyż odrzuca oddanie dla Sprawy. Tasha Robinson zwróciła również uwagę na enigmatyczną postać staruszki, którą spostrzega Weronika zza okna mieszkania w Krakowie. Zdaniem Robinson, gdy jej alter ego – Véronique – spotyka tę samą staruszkę w Paryżu, ma wrażenie déjà vu . Dave Kehr zaznaczył, że podobna postać staruszki występuje również w trylogii Trzy kolory (1993), której punktem kulminacyjnym jest pomoc udzielona tejże osobie przez główną bohaterkę Czerwonego (1994), również graną przez Jacob. Dopiero ten gest – jak twierdzi Kehr – „ratuje świat” przedstawiony w trylogii.

### Znaczenie
Podwójne życie Weroniki zapoczątkowało zachodnioeuropejską część kariery Kieślowskiego, ale również wywarło wpływ na niektórych innych reżyserów. Na pomyśle duetu Kieślowski–Piesiewicz wzorował się Michał Rosa w swoim filmie Gorący czwartek (1993), który również obfitował w wielość znaczeń wizualnych, a także Jerzy Stuhr w dziele Historie miłosne (1997), w którym wybór miłosny dokonywany przez postać wykładowcy był analogiczny do tego reprezentowanego przez Weronikę/Véronique. Tom Tykwer w swoim filmie Biegnij Lola, biegnij (1998) zastosował wariant bohaterki, która uczy się na własnych błędach, zapożyczony zarówno z Przypadku (1981), jak i z Podwójnego życia Weroniki. Do inspiracji Kieślowskim przyznawał się też Jean-Pierre Jeunet, którego komedia romantyczna Amelia (2001) jest hołdem złożonym Podwójnemu życiu Weroniki . Również jedna z asystentek Kieślowskiego, Julie Bertuccelli, nakręciła film oparty na podobnym pomyśle, dziejący się w Tbilisi i Paryżu – Kiedy Otar odszedł (2003).
W 2012 roku internetowy magazyn „Paste” umieścił Podwójne życie Weroniki na liście 90 najlepszych filmów lat 90. XX wieku; również czasopismo „Rolling Stone” zaliczyło dzieło Kieślowskiego i Piesiewicza do 100 najlepszych filmów tejże dekady. Reżyserzy tacy jak Danny Boyle, Krzysztof Zanussi i Mira Nair umieszczali Weronikę na listach swoich ulubionych filmów.

### Nagrody
| Rok  | Festiwal/instytucja                            | Nagroda                                      | Nagrodzony           |
| ---- | ---------------------------------------------- | -------------------------------------------- | -------------------- |
| 1991 | 44. MFF w Cannes                               | Najlepsza aktorka                            | Irène Jacob          |
| 1991 | 44. MFF w Cannes                               | Nagroda Jury Ekumenicznego                   | Krzysztof Kieślowski |
| 1991 | 44. MFF w Cannes                               | Nagroda FIPRESCI                             | Krzysztof Kieślowski |
| 1991 | Amerykańskie Stowarzyszenie Krytyków Filmowych | Nagroda Stowarzyszenia                       | Krzysztof Kieślowski |
| 1992 | Koło Piśmiennictwa Filmowego SFP               | Złota Taśma                                  | Krzysztof Kieślowski |
| 1992 | Plebiscyt czasopisma „Film”                    | Złota Kaczka dla najlepszego filmu polskiego | Krzysztof Kieślowski |